# Volkswagen Scirocco
Pour les articles homonymes, voir Scirocco (homonymie).
La Volkswagen Scirocco est une automobile dérivée de la Volkswagen Golf, dont elle reprend toute la mécanique et la plateforme, qui a été commercialisée par la marque allemande Volkswagen de 1974 à 1988 en France, et jusqu'en 1992 en Allemagne. Elle porte le nom d'un vent saharien violent, très sec et très chaud, qui souffle sur l'Afrique du Nord (cf. Sirocco).
Ce nom est souvent un sujet de controverses entre les partisans du genre masculin et ceux du genre féminin pour qualifier le coupé Scirocco : cet article utilise donc indifféremment les deux expressions « la Scirocco » et « le Scirocco » pour évoquer ce véhicule.
Il y a eu deux modèles successifs de Scirocco : le Scirocco Mk1, produit à partir d'avril 1974, a été remplacé par le Scirocco Mk2 à partir de mai 1981. Après la présentation en 2006 d'un concept-car dénommé Iroc, Volkswagen annonce l'arrivée en 2008 d'une troisième version du coupé Scirocco.

## Volkswagen Scirocco I
Lors du développement de la Volkswagen Golf qui a la lourde tâche de succéder à la « Coccinelle » et dont l'étude et le dessin ont été confiés à Ital Design, son styliste Giugiaro fait remarquer que l'empattement choisi pour la future petite berline est un peu court pour installer confortablement 4 passagers adultes, mais qu'il conviendrait parfaitement à un petit coupé sport. La direction du constructeur allemand, trop occupée à assurer son passage du moteur « tout-à-l'arrière », dont étaient équipés tous ses modèles jusque-là, au moteur et à la traction avant, décline la proposition.
De son côté, le carrossier et sous-traitant Karmann, qui produisait pour le compte de VW le coupé « Ghia » dérivé de la « Coccinelle », voit arriver, avec le changement radical de choix technologique, la fin de son contrat de fabrication.
C'est la rencontre des deux sociétés, Ital Design et Karmann, qui va permettre la création du coupé Scirocco, dont la maquette est alors présentée conjointement à la direction de Volkswagen. Un accord est finalement trouvé : Volkswagen fournira tous les éléments mécaniques issus de la Golf et se chargera de la commercialisation du futur modèle, Karmann financera personnellement l'étude évidemment confiée à Ital Design.
La Volkswagen Scirocco est présentée officiellement au Salon de Genève en mars 1974. Contrairement aux habitudes, elle est sortie six mois avant le modèle dont elle dérive, la Golf. L'accueil de la presse et du public est donc capital pour la marque avant le lancement de celle qui doit sauver l'entreprise.
La ligne dessinée par Giugiaro est moderne, anguleuse. On y retrouve énormément de détails stylistiques du maître italien vus sur plusieurs de ses prototypes précédents : ligne de ceinture de caisse à deux grands pans cassés soulignés par une moulure intégrant les arches de roues, jupe arrière de profil triangulaire très réduite... La ligne innove particulièrement par son hayon (élément encore peu courant sur un coupé au début des années 1970) qui intègre un becquet aérodynamique et surtout par sa découpe débordant sur les côtés et le toit (première mondiale sur une voiture de série). La Scirocco, carrossée en coach, est le plus souvent décrite comme un « coupé 2+2 ». La place disponible au niveau de la banquette arrière est toutefois comparable à celle de la Golf et permet d'accueillir deux passagers avec un confort raisonnable.
C'est donc officiellement le troisième modèle à traction avant produit par Volkswagen, après la K70 (présentée en 1970) et la Passat (1973), mais la première « vraie » Volkswagen à traction avant puisque la K70 est une NSU rebadgée et la Passat une Audi 80 modifiée. Durant toute la durée de sa production, le coupé Scirocco Mk1 puis Mk2 fut construit dans les usines Karmann d'Osnabrück, jusqu'à 420 exemplaires par jour.
La production totale de Scirocco 1 est de 504 153 unités.
Une Scirocco grise apparaît comme modèle d'exposition dans le centre commercial de Zombie, le crépuscule des morts vivants.

### Versions et motorisations
Sur le marché français, les versions et évolutions furent les suivantes :
1974
Les premiers Scirocco sont équipés de pare-chocs métal avec jonc caoutchouc central, d'essuie-glace double balai, de comodos en métal, de sièges avant sans appuie-tête (sauf sur TS : appuie-tête intégrés), de grands phares à iode rectangulaires (sauf sur TS : doubles phares circulaires à iode), d'une console centrale sur TS.
Boîte 4 vitesses ou automatique (uniquement moteurs 1500).
La version « standard » est une version ultra-dépouillée (pas de jonc caoutchouc sur les pare-chocs mais un sticker noir, pas de moquette au sol mais des tapis caoutchouc,...)
- 1 100 cm3 - 50 ch DIN, finition « standard », L ou LS, TS
- 1 500 cm3 - 70 ch DIN, finition S, LS, TS
- 1 500 cm3 - 75 ch DIN, finition S, LS, TS
- 1 500 cm3 - 85 ch DIN, finition LS, TS

1975
Essuie-glace monobalai. Boîte 4 vitesses ou automatique (uniquement moteurs 1500).
- 1 100 cm3 - 50 ch DIN, finition « standard », L ou LS, TS
- 1 500 cm3 - 70 ch DIN, finition S, LS, TS
- 1 500 cm3 - 85 ch DIN, finition LS, TS

1976
Doubles phares circulaires à iode sur LS et TS. Boîte 4 vitesses ou automatique (uniquement moteurs 1600).
- 1 100 cm3 - 50 ch DIN, finition « standard », TS
- 1 600 cm3 - 75 ch DIN, finition LS
- 1 600 cm3 - 85 ch DIN, finition TS

1977
Remplacement des comodos en métal par des modèles en plastique. Doubles phares circulaires à iode sur GT, GTI, GLI. Boîte 4 vitesses ou automatique (uniquement moteur 1600-75 ch).
Apparition du 1 600 cm3 injection issu des Audi 80 GTE et VW Golf GTI. La GLI est une version plus luxueuse de la GTI : sellerie en velours spécifique, peintures métallisées, vitres fumées, siège conducteur réglable en hauteur.
- 1 100 cm3 - 50 ch DIN, finition N, L, GT
- 1 600 cm3 - 75 ch DIN, finition GT
- 1 600 cm3 - 110 ch DIN, finition GTI, GLI

1978
Restyling général : bouclier enveloppant en ABS avec âme en acier, clignotant avant débordant sur les ailes, détails de finition noir mat. Ceintures de sécurité à l'arrière. Allumage transistorisé sur GTI/GLI. En France, la GTI est « livrable en commande spéciale » uniquement. Boîte 4 vitesses ou automatique (uniquement moteur 1 500 cm3).
- 1 100 cm3 - 50 ch DIN, finition N, L, GT
- 1 500 cm3 - 70 ch DIN, finition GT
- 1 600 cm3 - 110 ch DIN, finition GTI, GLI

1979
Nouveaux sièges à appuie-tête séparés sur tous modèles. Grands phares à iode rectangulaires sur L uniquement, doubles phares circulaires à iode sur autres modèles. Boîte 4 vitesses ou automatique (uniquement moteurs 1600-85 ch).
- 1 100 cm3 - 50 ch DIN, finition L, GT
- 1 600 cm3 - 85 ch DIN, finition GT
- 1 600 cm3 - 110 ch DIN, finition GLI

1980
Allumage transistorisé et doubles phares circulaires à iode sur tous modèles. Boîte 4 vitesses, 5 vitesses sur GLI.
- 1 300 cm3 - 60 ch DIN, finition GT
- 1 600 cm3 - 85 ch DIN, finition GT
- 1 600 cm3 - 110 ch DIN, finition GLI

1981
Apparition de la série limité SL qui se distingue par une présentation spécifique (sellerie, marquage sur pneus et grands stickers latéraux). Boîte 4 vitesses, 5 vitesses sur GLI, en option sur GT-85 ch.
- 1 300 cm3 - 60 ch DIN, finition GT, SL
- 1 600 cm3 - 85 ch DIN, finition GT, SL
- 1 600 cm3 - 110 ch DIN, finition GLI

### Version Oettinger
En 1980, le préparateur allemand Oettinger sort une version 2000, animée par un moteur 4 cylindres en ligne, 8 soupapes de 1 972 cm3 qui développe 136 ch pour un couple de 180 Nm. Cette version est munie d'une boite manuelle à 5 rapports. En 1982, Oettinger fait évoluer cette version en 16 soupapes, ce qui porte la puissance à 150 ch et le couple à 187 Nm.

## Volkswagen Scirocco II
Présenté au salon de Genève en mars 1981 et commercialisé à partir du mois de mai, le second modèle de Scirocco apparut avant la Golf 2. En conséquence, les trains roulants et le châssis restaient identiques à ceux de la première Golf.
Le Scirocco évolua à l'intérieur et à l'extérieur, avec des lignes plus rondes, en vogue à ce moment, mais qui ne firent pas l'unanimité car manquant de personnalité. Des motorisations plus puissantes furent utilisées, en particulier le très bon 1 800 cm3 112 ch, couronnées par un 1 800 cm3 injection à 16 soupapes de 139 ch qui s'est hélas révélé peu souple, donnant des reprises inférieures au 112 ch. La carrosserie resta cependant un coupé 3 portes avec quatre places.
La production totale de Scirocco 2 est de 291 497 unités. C'est donc près de 800 000 Scirocco 1 et 2 qui furent construites sur 18 ans, ce qui est remarquable pour une voiture de ce type.
Une Scirocco II grise apparaît dans le remake de Karate kid, elle est la propriété de M.Han, interprété par Jackie Chan.

### Successeur: Volkswagen Corrado (1988-1995)
En 1988, Volkswagen présenta le coupé Corrado, basé cette fois sur le châssis de la Golf 2 (châssis A2) et orienté vers un marché plus haut de gamme, mais qui s'est révélé être un échec commercial à cause de prix très élevés par rapport à la Golf et d'un style trop massif.
Les deux modèles Scirocco et Corrado ont donc coexisté sur certains marchés, et jusqu'en 1992 en Allemagne.

## Volkswagen Scirocco III
Le nom Scirocco sera repris pour le coupé dérivé de la Golf V et VI, en 2008. Les versions III, IV et VII de la Golf n'ont pas bénéficié de cette version.
La version définitive du Scirocco 2009 sera présentée sur le stand Volkswagen lors du Salon de Genève 2008 (du 6 au 16 mars). Depuis la présentation du concept car IROC, beaucoup de rumeurs et spyshots ont circulé sur Internet.
Le Scirocco est commercialisé à partir de 21 990 €.
À noter que les modèles Scirocco 2010 (à partir de la semaine 22 de 2009) bénéficient d'un intérieur mis à jour. Le volant ainsi que les compteurs, le bloc de climatisation et ordinateur de bord (ODB) ont été modifiés. Le volant des modèles 2009 a été remplacé par le nouveau volant de la nouvelle VW Golf VI GTI avec couture noir. L'ODB des modèles 2009 avec affichage rouge a été remplacé par l'ODB avec affichage blanc des nouvelles VW Golf VI. À partir de début 2010, le nouveau panneau de climatisation de la VW Golf VI a été intégré au tableau de bord du VW Scirocco.

### Restylage

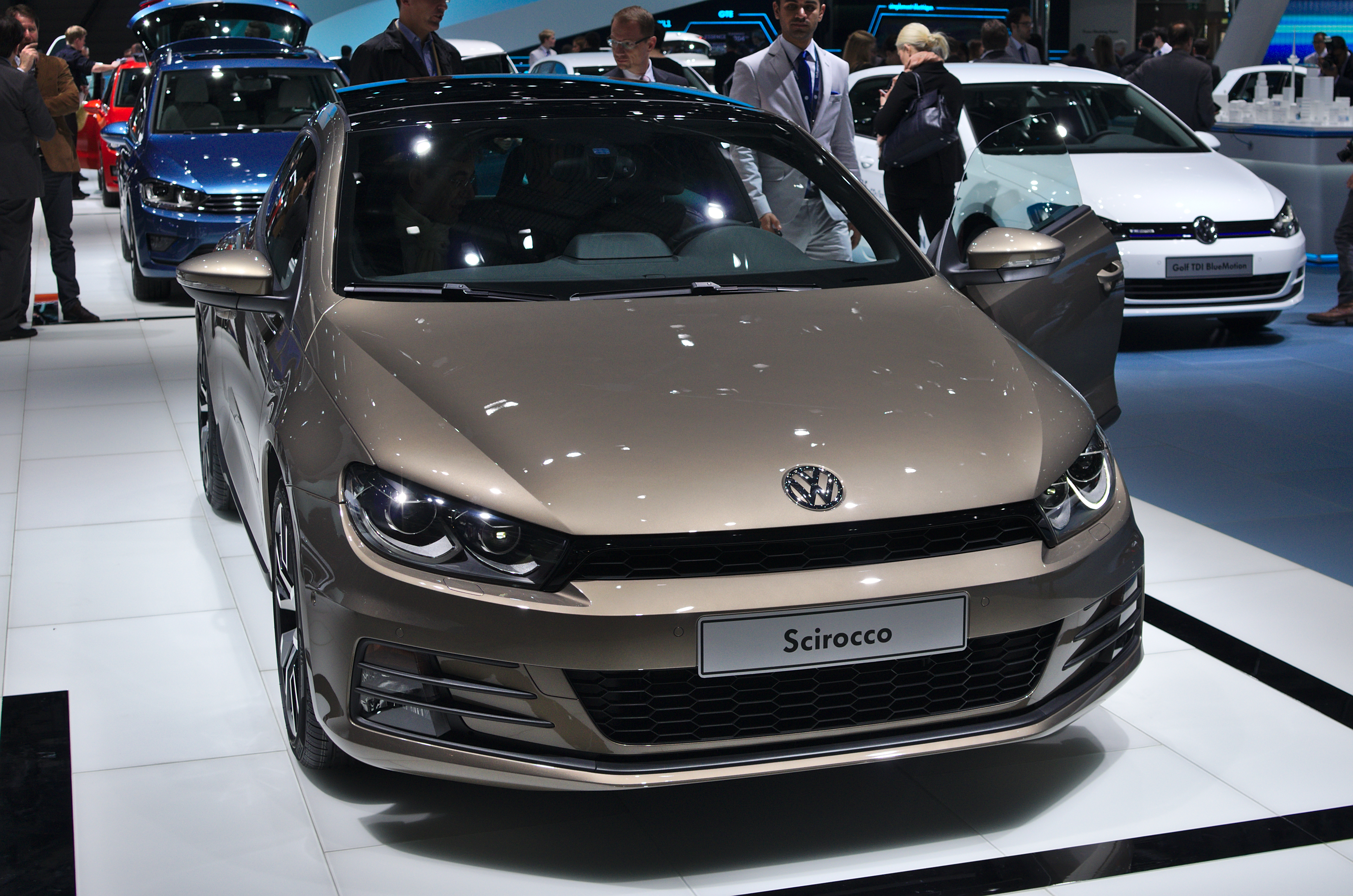
Volkswagen Scirocco III Phase II

Au Salon international de l'automobile de Genève 2014, le Scirocco a été restylé pour fêter ses quarante ans. Sa calandre est grillagée, ses phares et feux arrière sont à diodes.

### Concept carIROC (2006)
Un concept car annonçant l'arrivée du Scirocco III a été révélé au Mondial de l'automobile de Paris en 2006. Nommé IROC, reprenant ainsi les quatre lettres du milieu de « Scirocco », il est équipé d'un moteur TSI de 200 ch.

### Scirocco R
La version musclée du Scirocco, le Scirocco R, est commercialisée depuis fin 2009, le prix est lui fixé à 35 990 € pour une puissance atteignant 265 ch. Ses concurrents directs sont la Ford Focus RS (305 ch), la Renault Mégane RS (265 ch) et l'Audi S3 (dont le Scirocco a repris le moteur).

### Scirocco GTS
Le Scirocco se décline en 2015 dans une version sportive qui a été dévoilée au salon de Shanghai, et qui prend le nom de Scirocco GTS.

### Motorisations
Les motorisations du Scirocco III varient :
Essence
- 1,4 L TSI (122 ch, turbo) - 149[10] g/km de CO2
- 1,4 L TSI (160 ch, turbo + compresseur, 9 CV fiscaux) - 154 g/km de CO2
- 2,0 L TSI (200 ch jusqu'à fin 2009, turbo, 12 CV fiscaux) - 179[11] g/km de CO2
- 2,0 L TSI (210 ch à partir de 2010, turbo, 13 CV fiscaux) - 172[12] g/km de CO2
- 2,0 L TSI (265 ch, turbo version « R », 17 CV fiscaux) - 187 g/km de CO2
- 2,0 l TSI (180 ch, turbo) 2014-   -148 g/km de CO2
- 2,0 l TSI 280, turbo version R 2014-

Diesel
- 2,0 L TDI (140 ch)
- 2,0 L TDI (150 ch) 2014-
- 2,0 L TDI (170 ch)
- 2,0 L TDI (184 ch) 2014-

| Essence                    | 1.4 TSI 122                     | 1.4 TSI 125                     | 1.4 TSI 160                       | 2.0 TSI 180                     | 2.0 TSI 200                    | 2.0 TSI 211                    | 2.0 TSI 220                    | 2.0 TSI 265                    | 2.0 TSI 280                    |
| -------------------------- | ------------------------------- | ------------------------------- | --------------------------------- | ------------------------------- | ------------------------------ | ------------------------------ | ------------------------------ | ------------------------------ | ------------------------------ |
| Cylindrée                  | 1 390 cm3                       | 1 395 cm3                       | 1 390 cm3                         | 1 984 cm3                       | 1 984 cm3                      | 1 984 cm3                      | 1 984 cm3                      | 1 984 cm3                      | 1 984 cm3                      |
| Architecture               | 4 cylindres + Turbo             | 4 cylindres + Turbo             | 4 cylindres + Turbo + Compresseur | 4 cylindres + Turbo             | 4 cylindres + Turbo            | 4 cylindres + Turbo            | 4 cylindres + Turbo            | 4 cylindres + Turbo            | 4 cylindres + Turbo            |
| Puissance Max.             | 122 ch (90 kW) à 5 000 tr/min   | 125 ch (92 kW) à 5 000 tr/min   | 160 ch (118 kW) à 5 800 tr/min    | 180 ch (132 kW) à 4 200 tr/min  | 200 ch (147 kW) à 5 100 tr/min | 210 ch (155 kW) à 5 300 tr/min | 220 ch (162 kW) à 4 500 tr/min | 265 ch (195 kW) à 6 000 tr/min | 280 ch (206 kW) à 6 000 tr/min |
| Couple Max.                | 200 N m de 1 500 à 4 000 tr/min | 200 N m de 1 400 à 4 000 tr/min | 240 N m de 1 500 à 4 500 tr/min   | 280 N m de 1 250 à 4 400 tr/min | 280 N m à 1 800 tr/min         | 280 N m à 1 700 tr/min         | 350 N m à 1 500 tr/min         | 350 N m à 2 500 tr/min         | 350 N m à 2 500 tr/min         |
| Boîte de vitesses          | BVM6                            | BVM6                            | BVM6 / DSG7                       | BVM6 / DSG6/7                   | BVM6 / DSG6                    | BVM6 / DSG6                    | BVM6 / DSG6                    | BVM6 / DSG6                    | BVM6 / DSG6                    |
| Vitesse maxi               | 200 km/h                        | 203 km/h                        | 218 km/h                          | 227 / 225                       | 235 / 233                      | 240 / 238                      | 246 / 245                      | 250                            | 250                            |
| 0-100 km/h                 | 9,7 s                           | 9,3 s                           | 8,0 s                             | 7,4 s                           | 7,1 / 7,2 s                    | 6,9 s                          | 6,5 s                          | 6 / 5,8 s                      | 5,7 / 5,5 s                    |
| Consommation (en L/100 km) | 6,4                             | 5,4                             | 6,6 / 5,4                         | 6,1 / 6,4                       | 7,6                            | 7,5                            | 6,1 / 6,4                      | 8,1 / 8                        | 8,0 / 7,9                      |
| Émissions de CO2 (en g/km) | 149                             | 125                             | 154-147                           | 142-148                         | 174-179                        | 172-174                        | 142-148                        | 189-187                        | 187-185                        |

#### Séries spéciales
- Black Session
- Ultimate

## Galerie

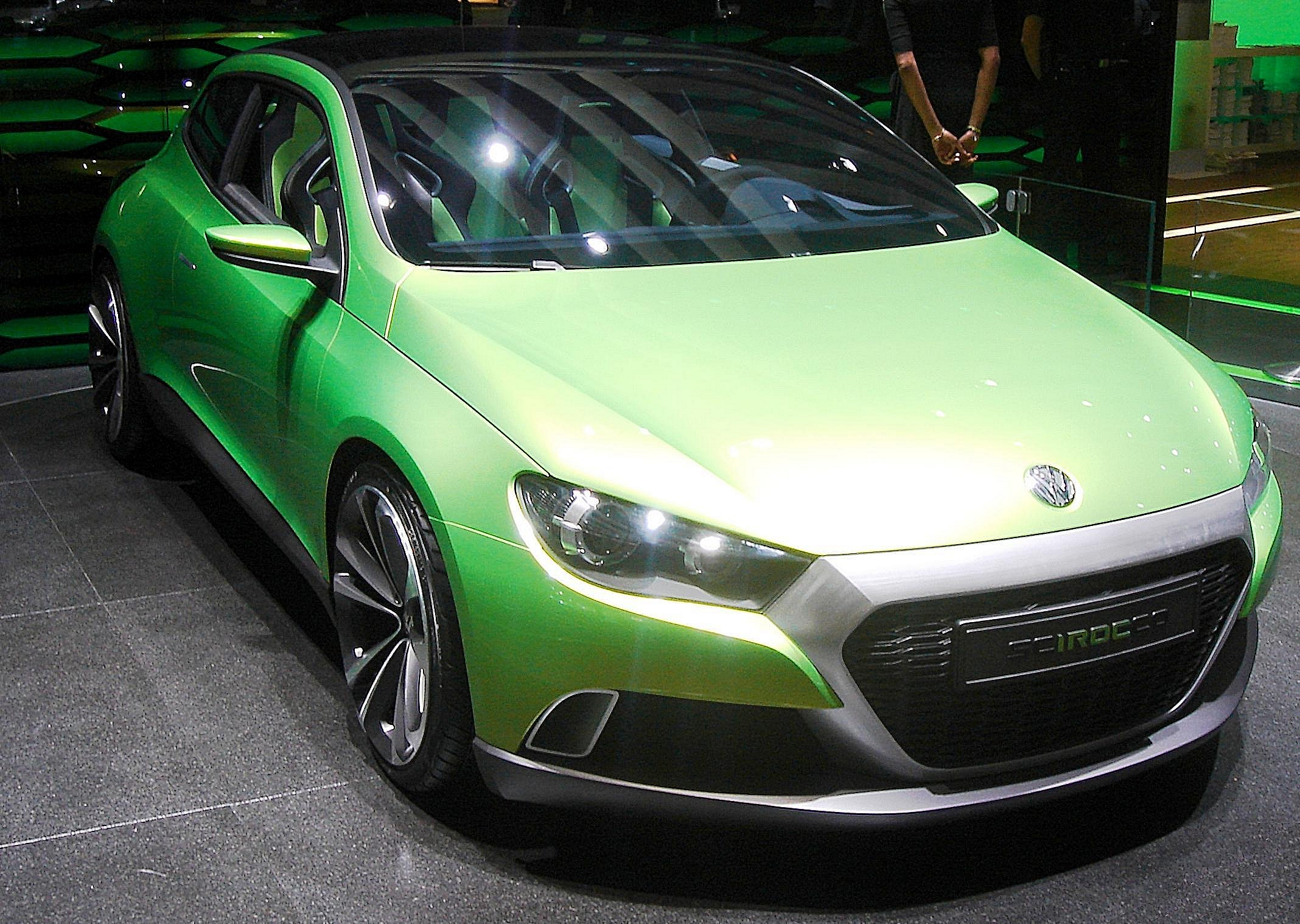
Concept car IROC
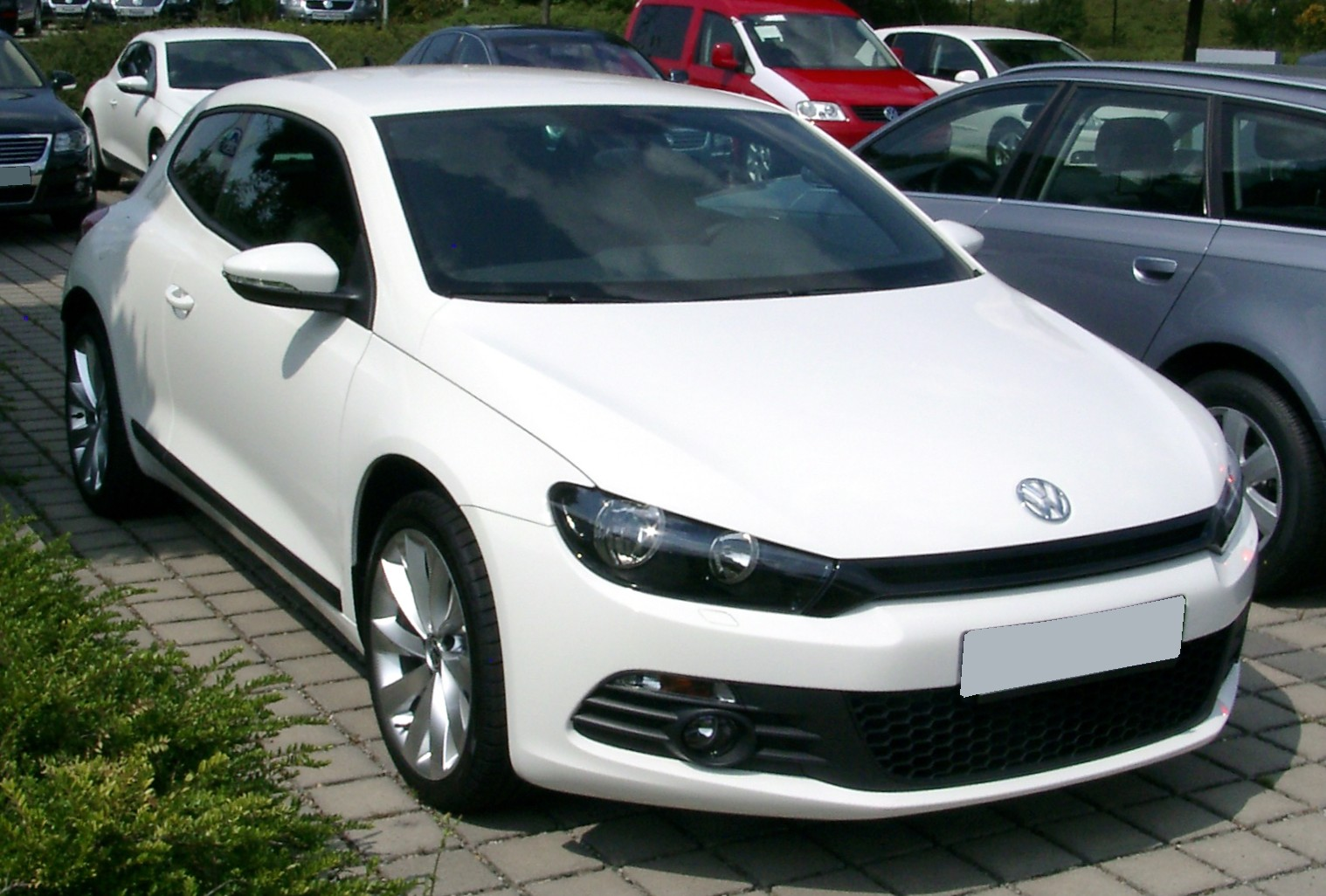
Scirocco III
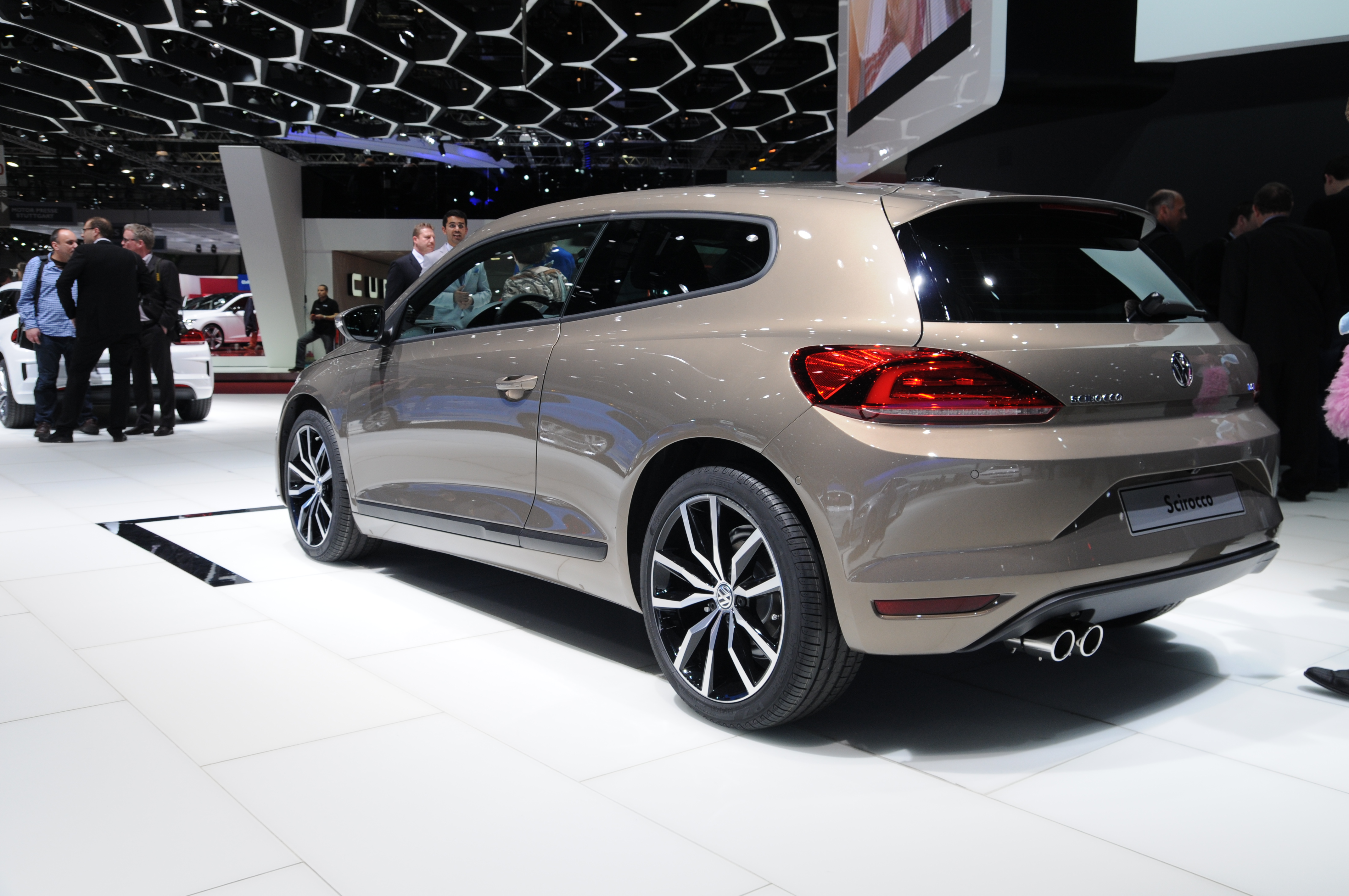
Volkswagen Scirocco III Phase II
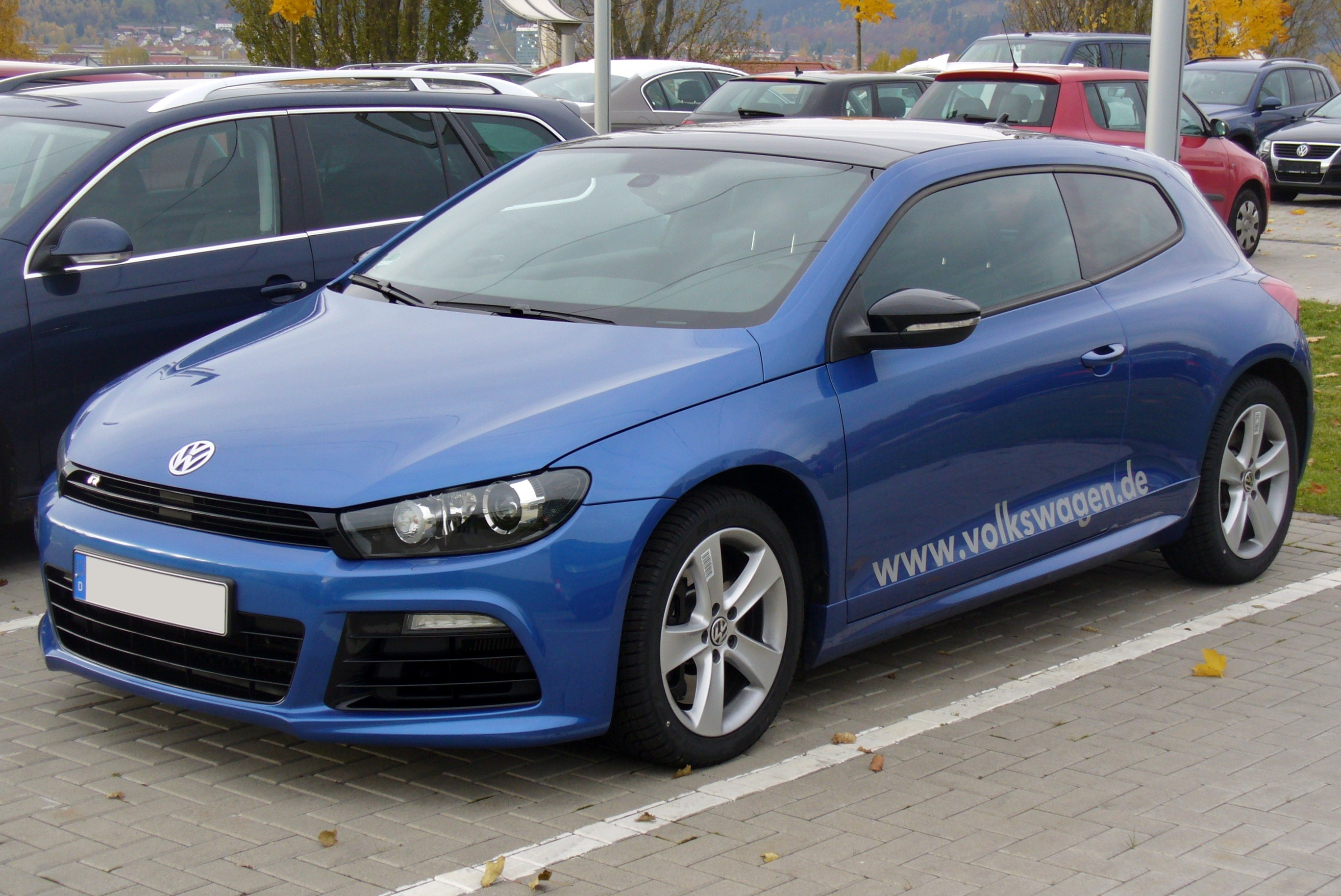
Sciroco R
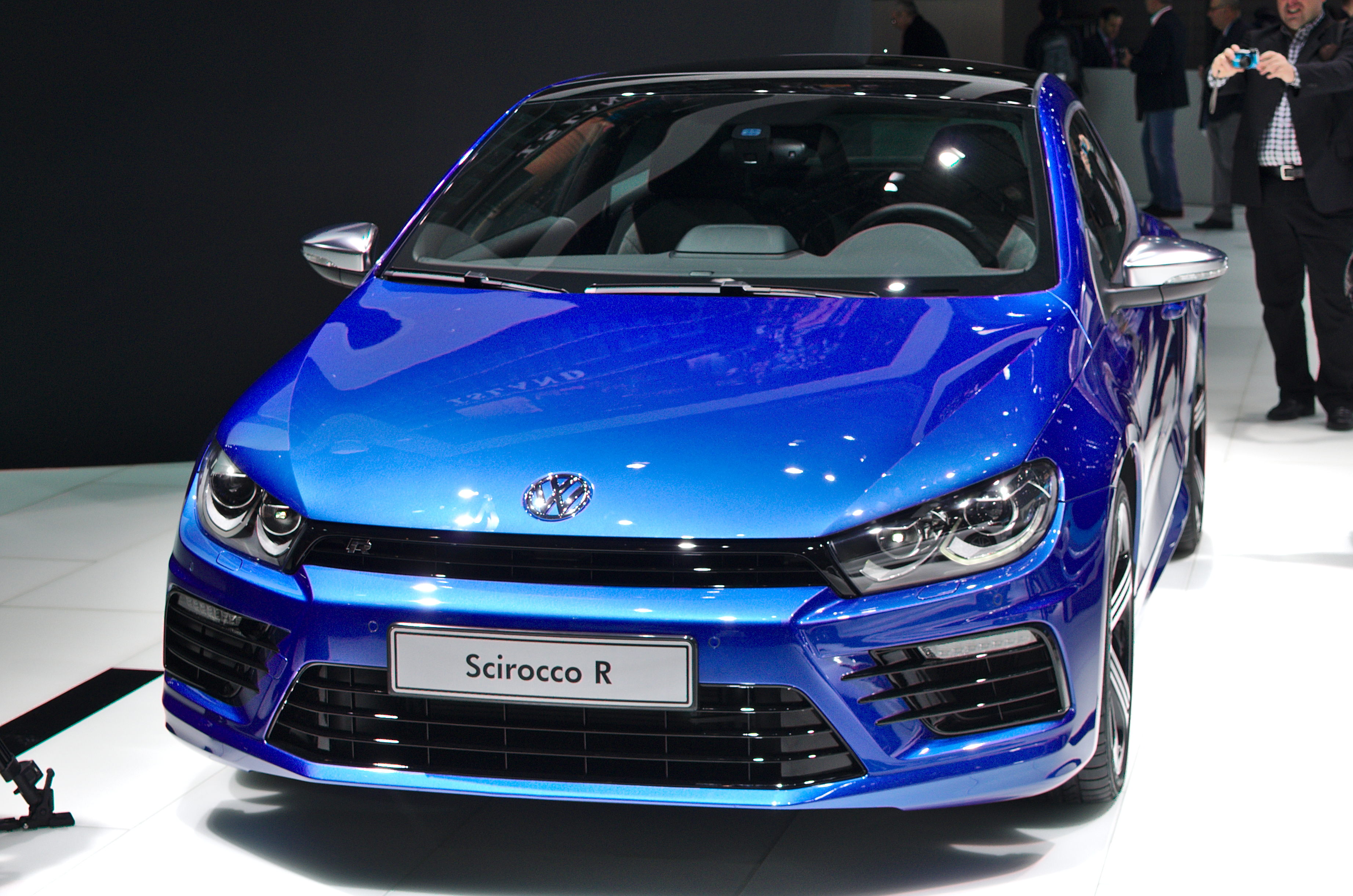
Scirocco R restylé
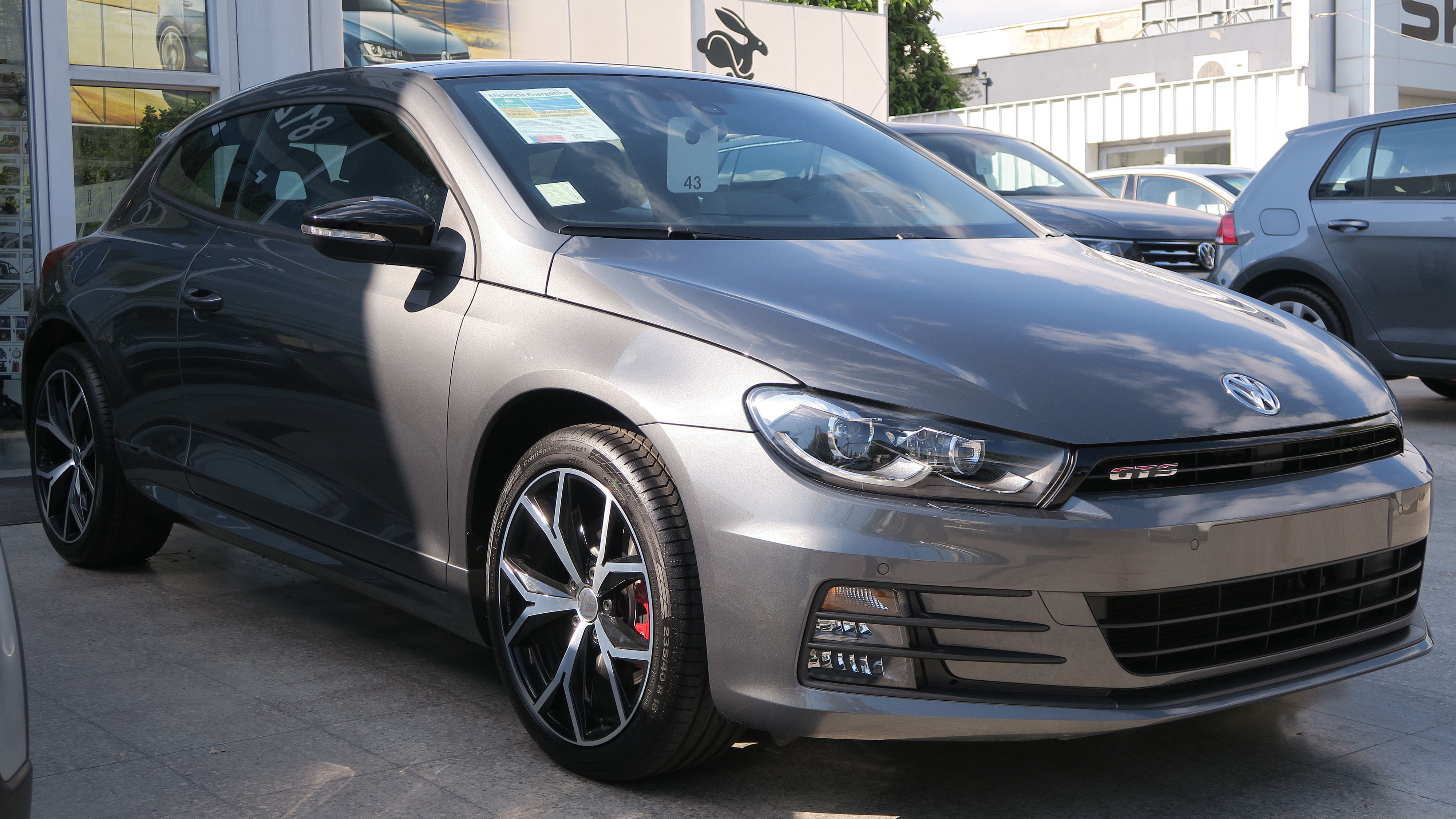
Scirocco GTS